# Вулиця Степана Чобану (Київ)
Ву́лиця Степа́на Чоба́ну — вулиця у Святошинському районі міста Києва, місцевість Авіамістечко. Пролягає від бульвару Академіка Вернадського до вулиці Василя Степанченка.
Прилучаються вулиці Олександра Оксанченка, Авіаконструкторська, Володимира Гапоненка.

## Історія
Виникла в середині XX століття. Складалася з двох вулиць: Барвистої (до 1955 року — 845-та Нова) та Сільської (частково). 1980 року отримала назву вулиця Василя Алексухіна, на честь радянського військового пілота-штурмовика, Героя Радянського Союзу Василя Алексухіна.
Сучасна назва на честь льотчика-винищувача Героя України Степана Чобану — з 2022 року.

## Зображення

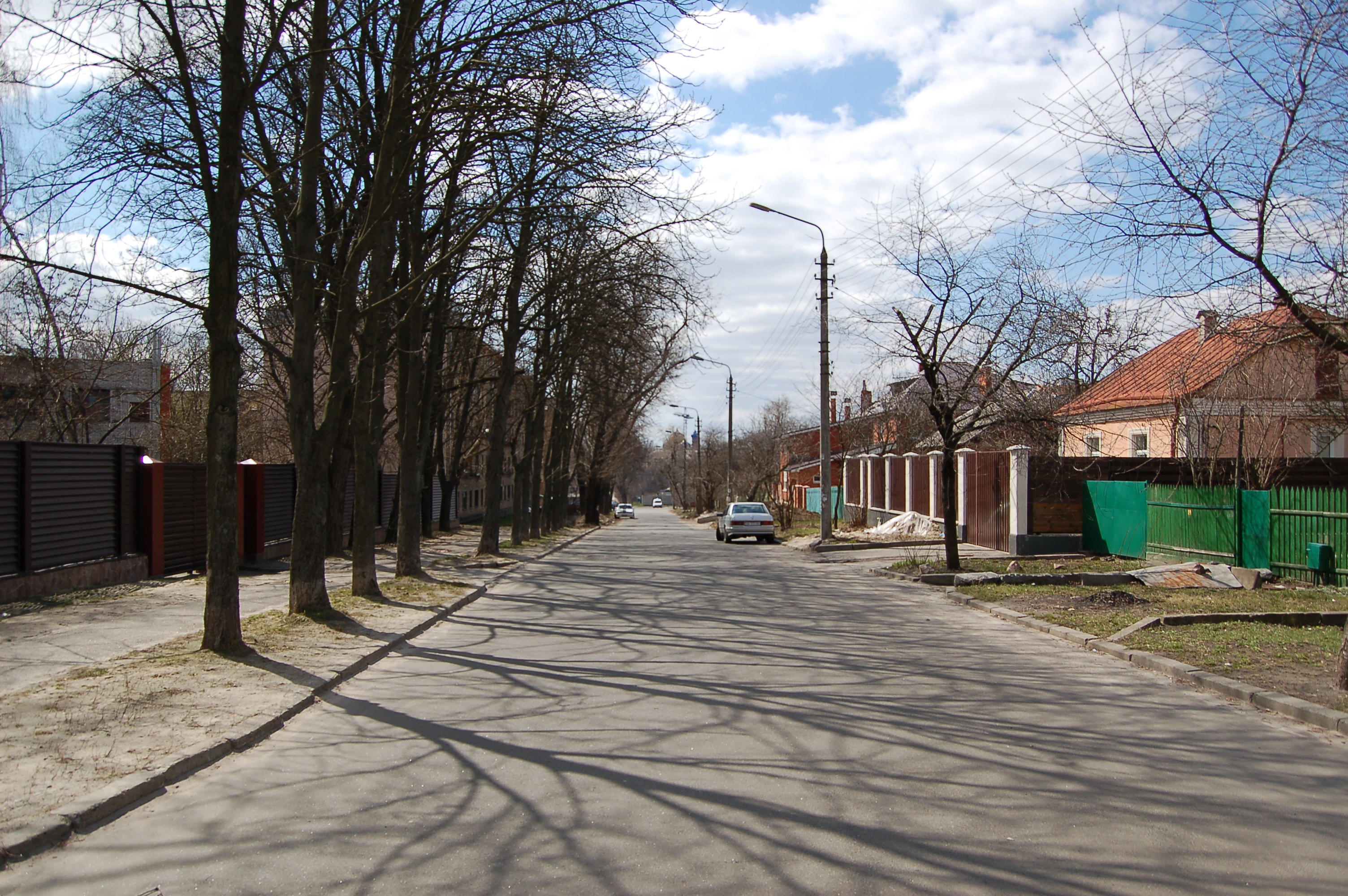
Поблизу бульвару Академіка Вернадського